# Tweede Kamerverkiezingen 1994/Kandidatenlijst/D66
De kandidatenlijst voor de Tweede Kamerverkiezingen 1994 van D66 was als volgt:

## Landelijke kandidaten
- vet: verkozen
- schuin: voorkeurdrempel overschreden

1. Hans van Mierlo - 1.212.203 stemmen
2. Gerrit Jan Wolffensperger - 30.692
3. Jacob Kohnstamm - 11.382
4. Dick Tommel - 3.781
5. Louise Groenman - 56.923
6. Aad Nuis - 2.418
7. Olga Scheltema-de Nie - 9.609
8. Arthie Schimmel - 1.916
9. Joke Jorritsma-van Oosten - 6.852
10. Ursie Lambrechts - 2.348
11. Gerrit Ybema - 4.169
12. Machteld Versnel-Schmitz - 2.034
13. Boris Dittrich - 2.291
14. Pieter ter Veer - 1.038
15. Hubert Fermina - 3.342
16. Nicky van 't Riet - 2.340
17. Marijke Augusteijn-Esser - 3.063
18. Thom de Graaf - 799
19. Marijn de Koning - 3.402
20. Bob van den Bos - 432

## Regionale kandidaten
De plaatsen 21 t/m 30 op de lijst waren per stel kieskringen verschillend ingevuld.

### Groningen, Leeuwarden, Assen, Zwolle, Arnhem
1. Jan van Walsem[a] - 266
2. Anneke Portegies - 1.132
3. Gerben Poortinga - 354
4. Salee Edin - 95
5. Dorien Rookmaker - 1.107
6. Monique Zwetsloot - 228
7. Else Rose Kuiper - 159
8. Jan van Dalen - 184
9. Emile Esajas - 133
10. Han Westerhof - 535

### Lelystad, Utrecht, Dordrecht, Middelburg
1. Roger van Boxtel[a] - 320
2. Hans Jeekel[a] - 150
3. Michel van Hulten - 155
4. Popke Wagenaar - 133
5. Frits Herman de Groot - 136
6. Otto Jochems - 138
7. Ruud de Blij - 290
8. Dick Teegelaar - 2.626
9. Carla Kuijpers - 695
10. Paul Doucet - 593

### Nijmegen, Tilburg, Den Bosch, Maastricht
1. Paul Wessels[a] - 1.859
2. Marjolijn de Nijs-van den Berg - 1.146
3. Henk Giebels - 1.006
4. Simone Bilderbeek - 290
5. Vinko Prizmic - 130
6. Rudy Tuik - 3.552
7. Stijn Verbeeck - 78
8. Roland de Bruijn - 819
9. Felix Peppelenbosch - 71
10. Harro Wiekhart - 443

### Amsterdam, Haarlem, Den Helder
1. Francine Giskes - 404
2. Guikje Rutten meergenaamd Roethof - 446
3. Stefanie van Vliet[a] - 600
4. Pauline van de Ven[1][2] - 599
5. Chan Choenni - 382
6. Chel Mertens - 88
7. Mehmet Tütüncü - 659
8. Maartje Romme - 224
9. Mimy Sluiter - 216
10. Marjolijn Hazebroek - 1.246

### Den Haag, Rotterdam, Leiden
1. Bert Bakker - 127
2. Jan Hoekema - 259
3. Jan Willem van Waning[a] - 87
4. Harry van Woerden - 316
5. Marianne de Leur-van Os - 441
6. Francisca Ravestein - 3.048
7. Ingrid van Engelshoven - 193
8. Kamla van Beelen-Balak - 278
9. Kees Klompenhouwer - 124
10. Michel Groothuizen - 453

CDA · PvdA · VVD · D66 · GroenLinks · SGP · GPV · RPF · Centrumdemocraten · De Nieuwe Partij · PSP'92 · SP · SAP · Natuurwetpartij · PMR · Unie 55+ · SBP · AOV · CP'86 · Libertarische Partij · De Groenen · Vrije Indische Partij · NCPN · ADP · Solidair '93 · Patriottisch Democratisch Appèl
1967 · 1971 · 1972 · 1977 · 1981 · 1982 · 1986 · 1989 · 1994 · 1998 · 2002 · 2003 · 2006 · 2010 · 2012 · 2017 · 2021 · 2023